# مجموعة دعم الانتخابات
مجموعة دعم الانتخابات (ESG)هي منظمة تحظى برعاية دولية تم تأسيسها بهدف توفير التحليل والدعم للعملية الانتخابية في باكستان. والأمانة العامة للمجموعة هي الفرع الباكستاني للمؤسسة الدولية للنظم الانتخابية.

## الأنشطة
قدمت مجموعة دعم الانتخابات 32 توصية رئيسية للجنة الانتخابات الباكستانية في عام 2009. وصدرت هذه التوصيات في يناير 2009. وقد جاءت هذه التوصيات من مجموعة دعم الانتخابات استنادًا إلى تحليل التوصيات المقدمة من 16 منظمة دولية بشأن إصلاح النظام الانتخابي في باكستان.

## المنظمات الأعضاء
المنظمات التالية ترعى مجموعة دعم الانتخابات:
- المفوضية العليا البريطانية
- سفارة هولندا في باكستان
- سفارة الولايات المتحدة في باكستان
- السفارة الملكية النرويجية في باكستان
- المفوضية الأوروبية
- إدارة التنمية الدولية (المملكة المتحدة)
- المؤسسة الدولية للنظم الانتخابية
- المعهد الديمقراطي الوطني
- الوكالة السويسرية
- TAF
- برنامج الأمم المتحدة الإنمائي
- هيئة المعونة الأمريكية